# Automaton
Automaton é o oitavo álbum de estúdio lançado pela banda britânica Jamiroquai. O álbum foi lançado em 31 de março de 2017 pela Virgin EMI Records. É o primeiro álbum da banda em sete anos, após Rock Dust Light Star (2010). Alcançou o primeiro lugar na Itália e segundo na Suíça, o terceiro na França e o quarto no Reino Unido.

## Antecedentes
Jay Kay descreveu a inspiração para o Automation: "em reconhecimento ao surgimento da inteligência artificial e da tecnologia em nosso mundo hoje e como nós, como humanos, estamos começando a esquecer as coisas mais agradáveis, simples e eloquentes da vida e do nosso ambiente, incluindo nosso relacionamento um ao outro como seres humanos".

## Recepção
| Críticas profissionais | Críticas profissionais |
| Pontuações agregadas   | Pontuações agregadas   |
| Fonte                  | Avaliação              |
| ---------------------- | ---------------------- |
| Metacritic             | 71/100                 |
| Avaliações da crítica  |                        |
| Fonte                  | Avaliação              |

Após o lançamento, o álbum recebeu críticas geralmente positivas. No Metacritic, que atribui uma classificação normalizada de 100 às críticas de críticos de música, o álbum recebeu uma pontuação média de 71, o que indica "críticas geralmente favoráveis", com base em 16 críticas.
Em sua crítica para AllMusic, Matt Collar concluiu que "Existem poucas bandas que tocam disco-funk clássico com tanto amor genuíno pelo gênero e cuidado nas produções quanto Kay e Jamiroquai. Em última análise, é esse sentimento de amor e boas vibrações que dirige muito do Automaton. "
Embora não tenha sido lançado como single, "Shake it On" entrou na parada oficial de singles franceses, chegando ao ponto número154.

## Promoção
O álbum teve sua estreia mundial na rádio em 26 de janeiro de 2017 às 20:00 GMT no programa Jo Whiley da BBC Radio 2, que tocou seu primeiro single, "Automaton".

### Singles
Em 27 de janeiro de 2017, Jamiroquai lançou online uma versão em vídeo da faixa-título como o single principal do álbum.
Em 10 de fevereiro de 2017, Jamiroquai lançou uma versão em áudio da faixa "Cloud 9", e em 22 de fevereiro de 2017 lançou online a versão em vídeo com a atriz Monica Cruz.
Em 29 de junho de 2017, a banda lançou "Superfresh" como o terceiro single oficial do álbum. Um videoclipe foi produzido sem a participação ativa do vocalista Jay Kay, cuja lesão nas costas provavelmente o deixou impossibilitado de assistir às filmagens. Como resultado, as cut scenes do vídeo "Automaton" foram intercaladas por todo ele.
Em dezembro de 2017, um quarto single, "Summer Girl", foi lançado. Foi seguido por "Nights Out in the Jungle" em janeiro de 2018.

## Faixas
Todas as faixas escritas e compostas por Jay Kay e Matt Johnson, exceto "Nights Out in the Jungle" de Kay. 
| N.º            | Título                     | Duração |  |
| 1.             | "Shake It On"              | 5:14    |  |
| 2.             | "Automaton"                | 4:47    |  |
| 3.             | "Cloud 9"                  | 3:56    |  |
| 4.             | "Superfresh"               | 3:48    |  |
| 5.             | "Hot Property"             | 4:31    |  |
| 6.             | "Something About You"      | 3:58    |  |
| 7.             | "Summer Girl"              | 5:31    |  |
| 8.             | "Nights Out in the Jungle" | 5:09    |  |
| 9.             | "Dr Buzz"                  | 6:01    |  |
| 10.            | "We Can Do It"             | 4:06    |  |
| 11.            | "Vitamin"                  | 4:26    |  |
| 12.            | "Carla"                    | 5:33    |  |
| Duração total: | Duração total:             | 57:00   |  |